# 普鲁士蓝
普魯士藍（英語：Prussian blue；德語：；化學名稱：亞鐵氰化鐵；分子式：Fe7(CN)18⋅14H2O，或書寫成Fe
4[Fe(CN)
6]
3 · xH
2O簡稱：PB）是一種深藍色的顏料，在畫圖中應用。普魯士藍由狄斯巴赫（Johann Jacob Diesbach）在意外中發現，他原本是打算製造紅色顏料的。滕氏蓝（英語：Turnbull's blue）与普鲁士蓝是同一种物质，顏色略有不同是因為製備方法等的不同而導致的。
德国的前身普鲁士军队的制服颜色就是使用该种颜色，以至1871年德意志第二帝国成立后相当长一段时间仍然沿用普鲁士蓝军服，直至第一次世界大战前夕方更换成原野灰。

## 歷史

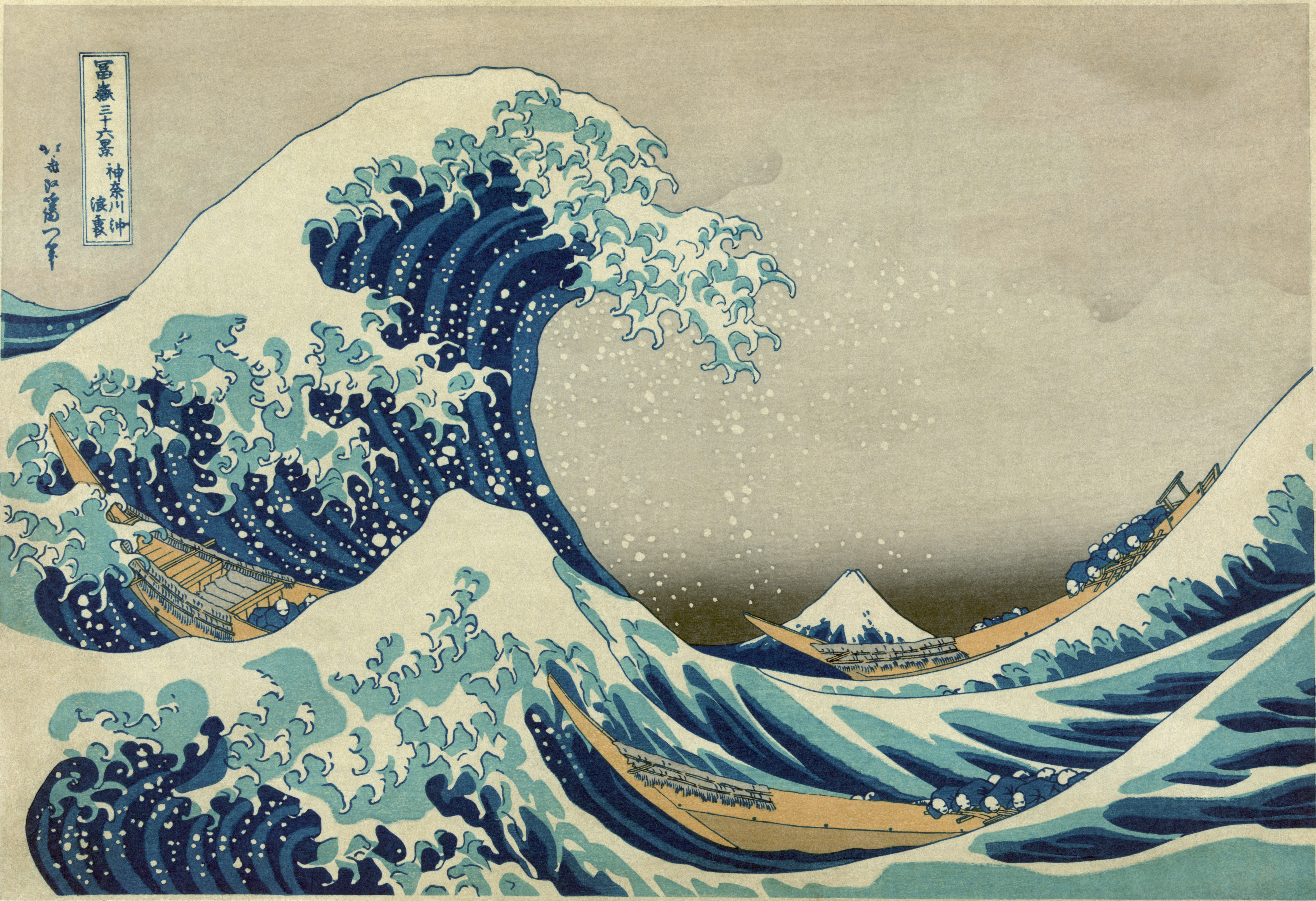
葛飾北齋的《神奈川沖浪裏》是一幅大量使用普魯士藍的藝術品

普鲁士蓝，或柏林蓝、中國藍，或滕氏蓝的扩展含义并非一种颜色，而是指亚铁氰化铁这种深蓝色染料。该染料本身在历史上已有多次出现，甚至可追溯至古埃及，直至据现有记载1706年由约翰·雅可布·狄斯巴赫（Johann Jacob Diesbach）于柏林人工合成，1709年，当亚铁氰化铁作为染料开始出售时，便以其人工合成地普鲁士王国及柏林命名。由于纯净的氢氰酸最初亦是由舍勒从普鲁士蓝制得，故以希腊文“蓝色”之名命名，中文亦因之。

## 製造
最初狄斯巴赫把草木灰和牛血混在一起，製成亞鐵氰化鉀，其三水合物俗称黄血盐，後與三氯化鐵（或其他能够提供三价铁离子的物质）反應後產生：
{\displaystyle \mathrm {3K_{4}Fe(CN)_{6}+4FeCl_{3}\to Fe_{4}[Fe(CN)_{6}]_{3}\downarrow +12KCl} }
工业合成手段产生后，最初是由BASF前身法本公司大批量生产。如今通常以亚铁氰化钾和硫酸亚铁首先反应，生成亚铁氰化亚铁，然后使用含钾离子的氧化剂氧化亚铁离子生成亚铁氰化铁沉淀，再过滤干燥形成工业品亚铁氰化铁。

## 物质資訊
普鲁士蓝是经典的配合物。其配体为六个氰基，中心离子为二价铁离子。氰基与二价铁离子共同通过配位键组成六氰合铁（II）酸根（整体显-4价）作为普鲁士蓝的内配位层（内界）。而外层的三价铁离子与钾离子作为普鲁士蓝的外配位层（外界）通过离子键与六氰合铁（II）酸根以离子键的形式相连接。结构方面，普鲁士蓝为六面立（正）方结构。氰基作为立（正）方的各条棱连结处于顶点的铁离子，其中相同价态的铁离子在各面上均互为对角，而每间隔一个立（正）方，钾离子会被包裹在其中。

普魯士藍與紺色、琉璃色的比較。

## 用途

### 医疗
在医疗上使用的普鲁士蓝实际上是亚铁氰化钾铁，化学式是{\displaystyle \mathrm {KFe[Fe(CN)_{6}]} }，用来治疗经口的急性或慢性铊中毒。铊置换普鲁士蓝上的钾後，形成不溶性物质随粪便排出。用量一般为每日250mg/kg，分4次，溶于50ml 15%甘露醇中口服。同时适量补充氯化钾，高濃度钾離子能增加肾对铊離子的清除能力，可能与钾竞争性阻断肾小管对铊的吸收有关，同时钾會动员细胞内的铊移到细胞外，使血铊含量增加，導致临床病情加重，需要慎用。

### 染料

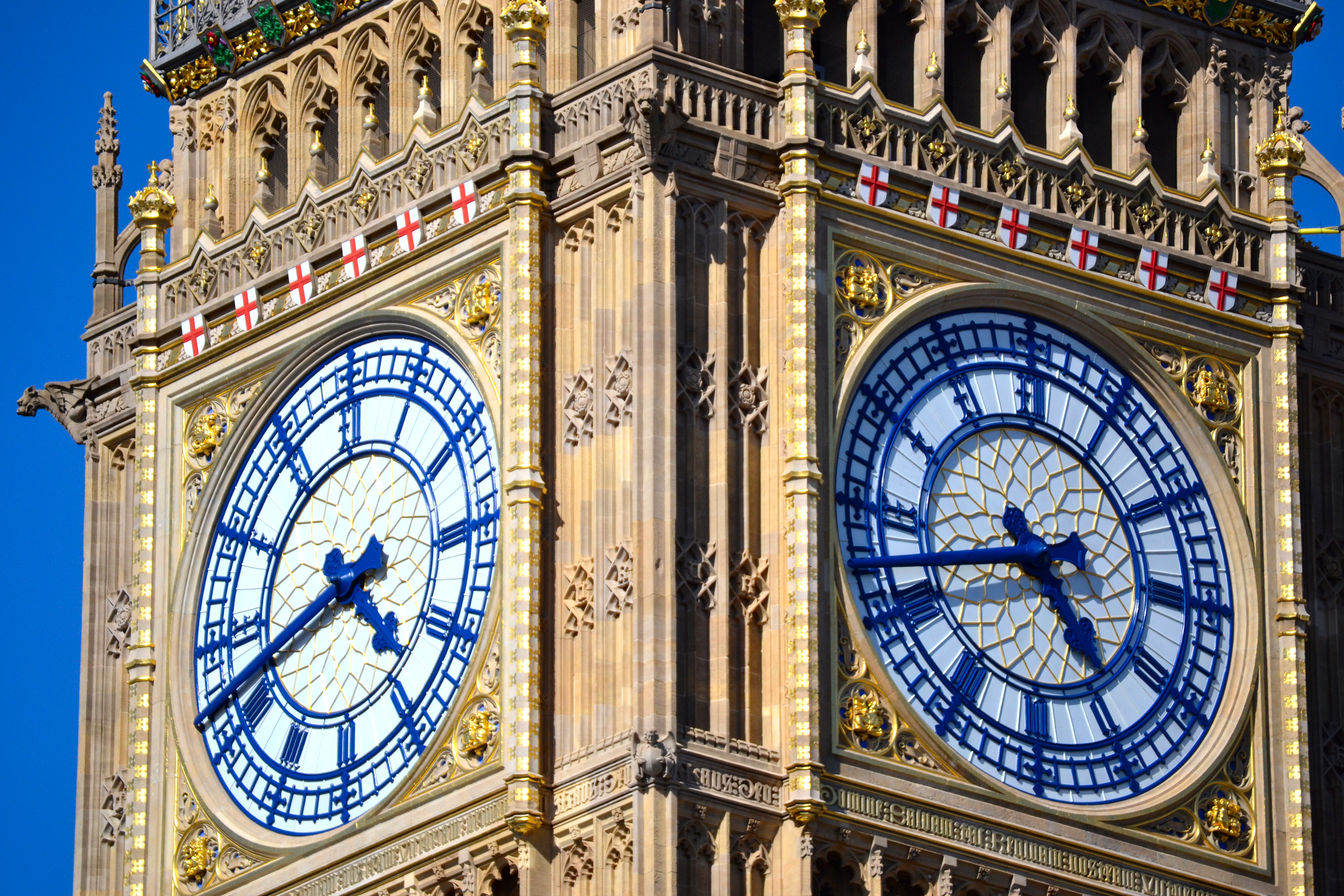
大本钟的鐘面恢復了1859年原始的普魯士藍和金色配色方案

作为首次出现的工业合成染料，因其稳定性，且不溶于水，其着色效果远强于以往的有机天然染料靛蓝，虽存在些許毒性，但被德意志第二帝国作为军服染料长时间使用，北洋政府、国民政府也以其为正规军队的标准染料。

### 顔料
普魯士藍是畫家最常用的藍色顔料之一，其中日本江戶時代名畫家葛飾北齋使用它來繪畫《神奈川沖浪裏》中的海水。

### 工程
亚铁氰化铁的油性溶液（“工程师蓝”）被用于工业制造，如冲压和铸造工艺。

### 化工检验
常用来检验溶液中二价铁离子的存在，产生标志滕氏蓝沉淀
{\displaystyle {\ce {[Fe(CN)6]^3- + K^+ + Fe^2+ = KFe[Fe(CN)6]v}}}

### 在分析化學中
普魯士藍是在普魯士藍測定總苯酚時形成的。 樣品和酚類標準品加入酸性氯化鐵和鐵氰化物，鐵氰化物被酚類還原成亞鐵氰化物。 三氯化鐵和亞鐵氰化物反應生成普魯士藍。 將樣品在 700 nm 處的吸光度與標準品進行比較，可以測定總酚或多酚。